# Cameravoering
Bij de cameravoering combineert de cameraman of -vrouw vijf variabelen om het beeld te manipuleren: het camerastandpunt, het kader of de begrenzing van het beeld, de scherpte en de scherptediepte, de camerabeweging en de nabewerking van de film. De cameravoering is een onderdeel van de beeldtaal en de opnametechniek.

## Camerastandpunt, hoek

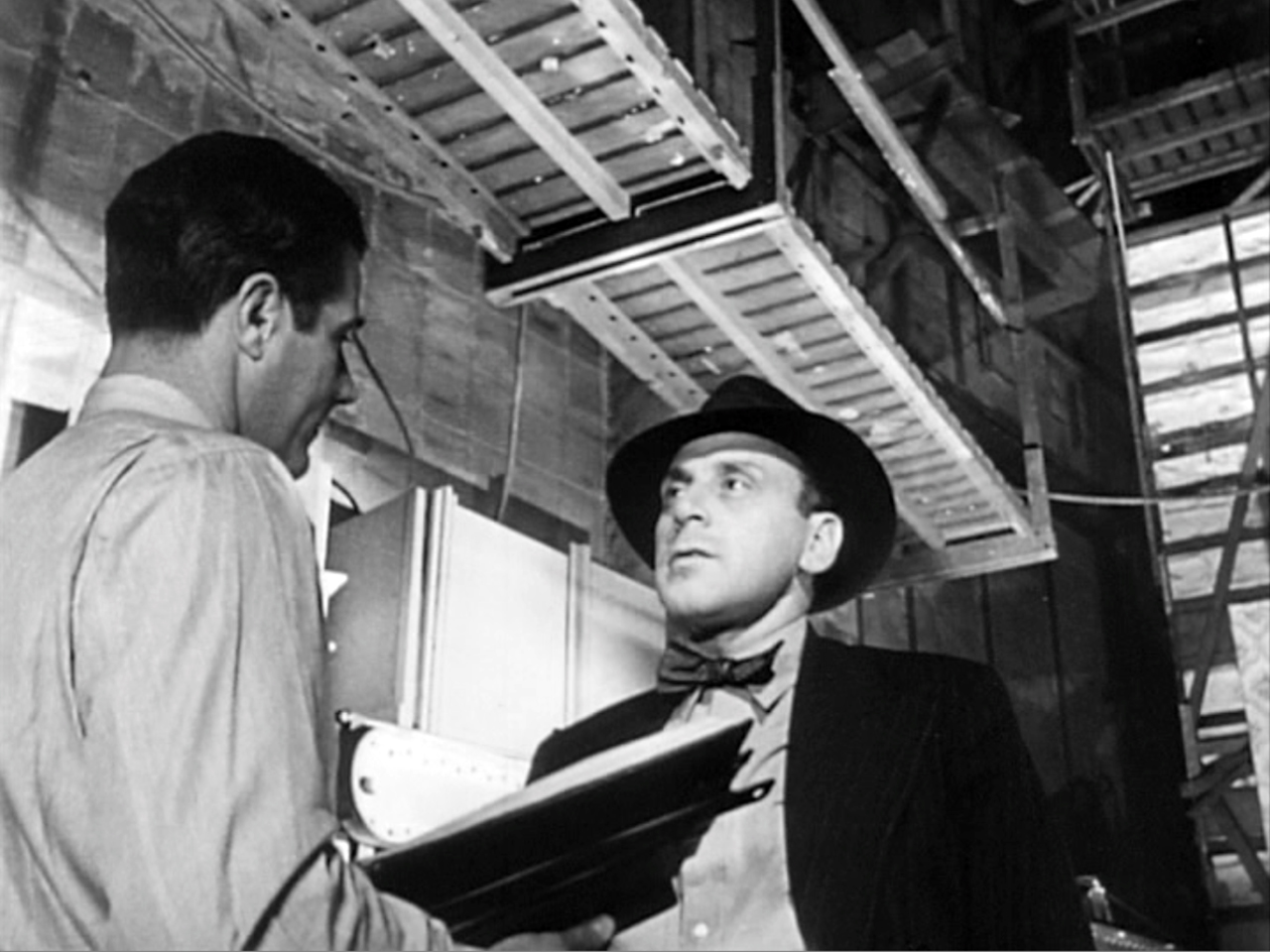
Orson Welles plaatst de camera laag en schuin en komt zo tot een kikvorsstandpunt. Let op de scherpe voorgrond en onscherpe achtergrond.

Het camerastandpunt is de plaats waar de camera staat én de hoek ervan ten aanzien van het gefilmde. Met een standpunt op ooghoogte bedoelt men de ooghoogte van het object, niet de ooghoogte van de cameraman. De plaats van de camera kan laag of hoog zijn en doet de lijn van de horizon stijgen of dalen. Plaats je de camera op de grond, ligt de horizon hoog en is er veel voorgrond zichtbaar. Plaats je de camera hoog, dan ligt de horizon laag. Een beeld met een horizon in krijgt ruimte en diepte. De camerahoek wordt uitgedrukt in een kikvorsperspectief, ooghoogteperspectief en het vogelperspectief. Het vogelperspectief toont dat de beheersing bij de kijker of het personage ligt door wiens ogen je kijkt. Het kikvorsperspectief heeft kracht aan wie in beeld komt, het lijken wel reuzen. Quentin Tarantino ontwikkelde een eigen soort kikvorsperspectief: de trunkshot, een camerastandpunt vanuit de autokoffer.
Voorbeeld
In Citizen Kane plaatst Orson Welles de camera vaak laag.

## Kader
Filmische en fotografische beelden zijn begrensd door het kader. De kaderrand snijdt boven, onder, links en rechts een deel uit de werkelijkheid weg en benadrukt een fragment. In tegenstelling tot de cameraman, is de kijker zich daar minder van bewust, maar heeft de uitsnede op een 'onbewust' niveau een effect. Om de communicatie met de cameraman te vereenvoudigen bestaan er definities van deze cadrages. Afhankelijk van de afstand tussen camera en object en de zoominstelling, varieert de beeldgrootte van een big close-up (zeer nabije opname) tot een extreem long-shot (zeer ruime overzichtsopname):

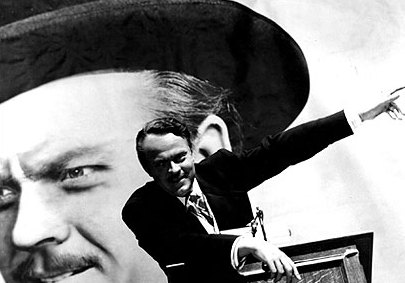
Orson Welles combineert in deze shot een Big close-up op de achtergrond met een knee shot op de voorgrond. Let op de deep-focusfotografie.

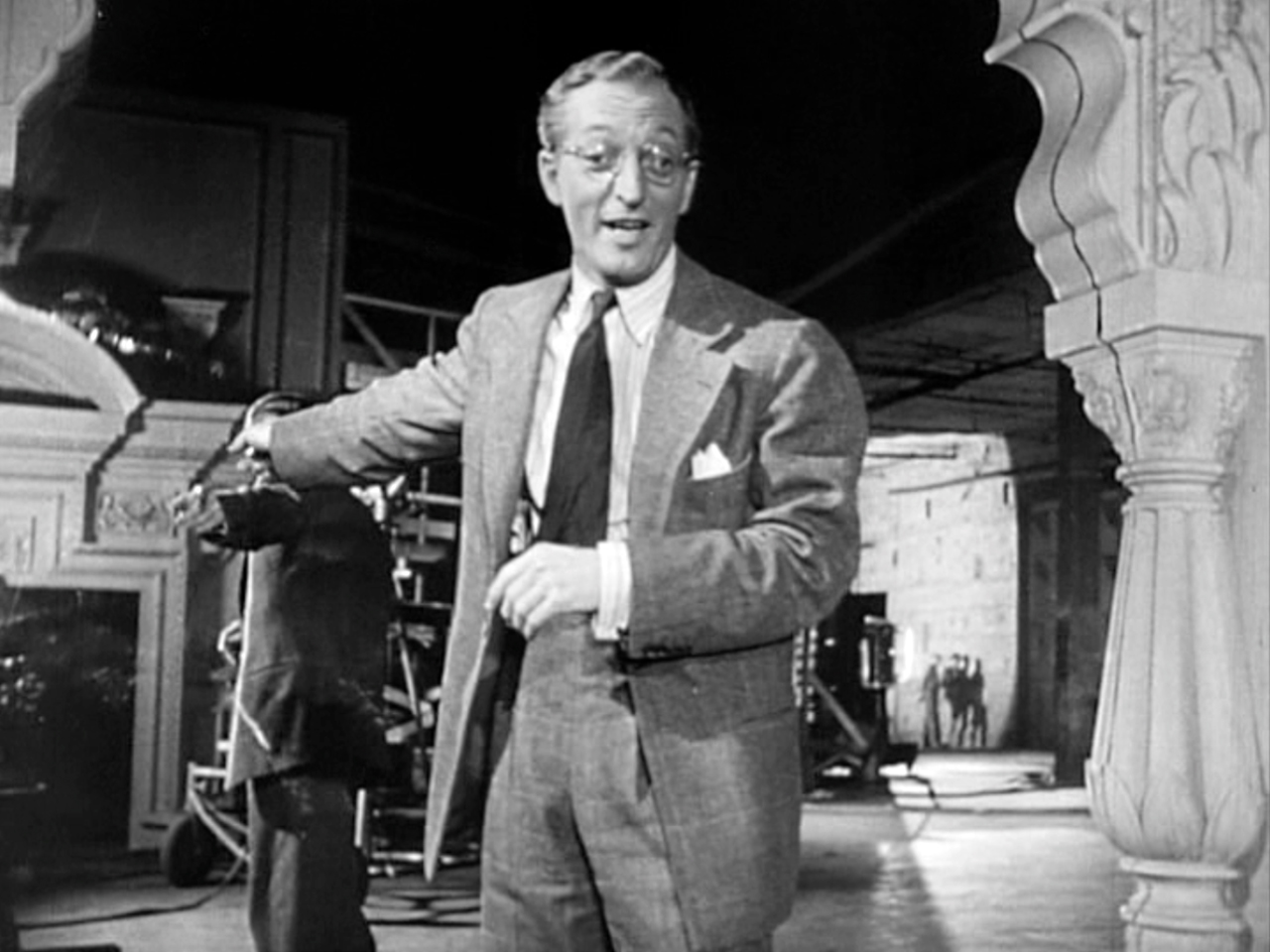
Een knee shot uit Citizen Kane.

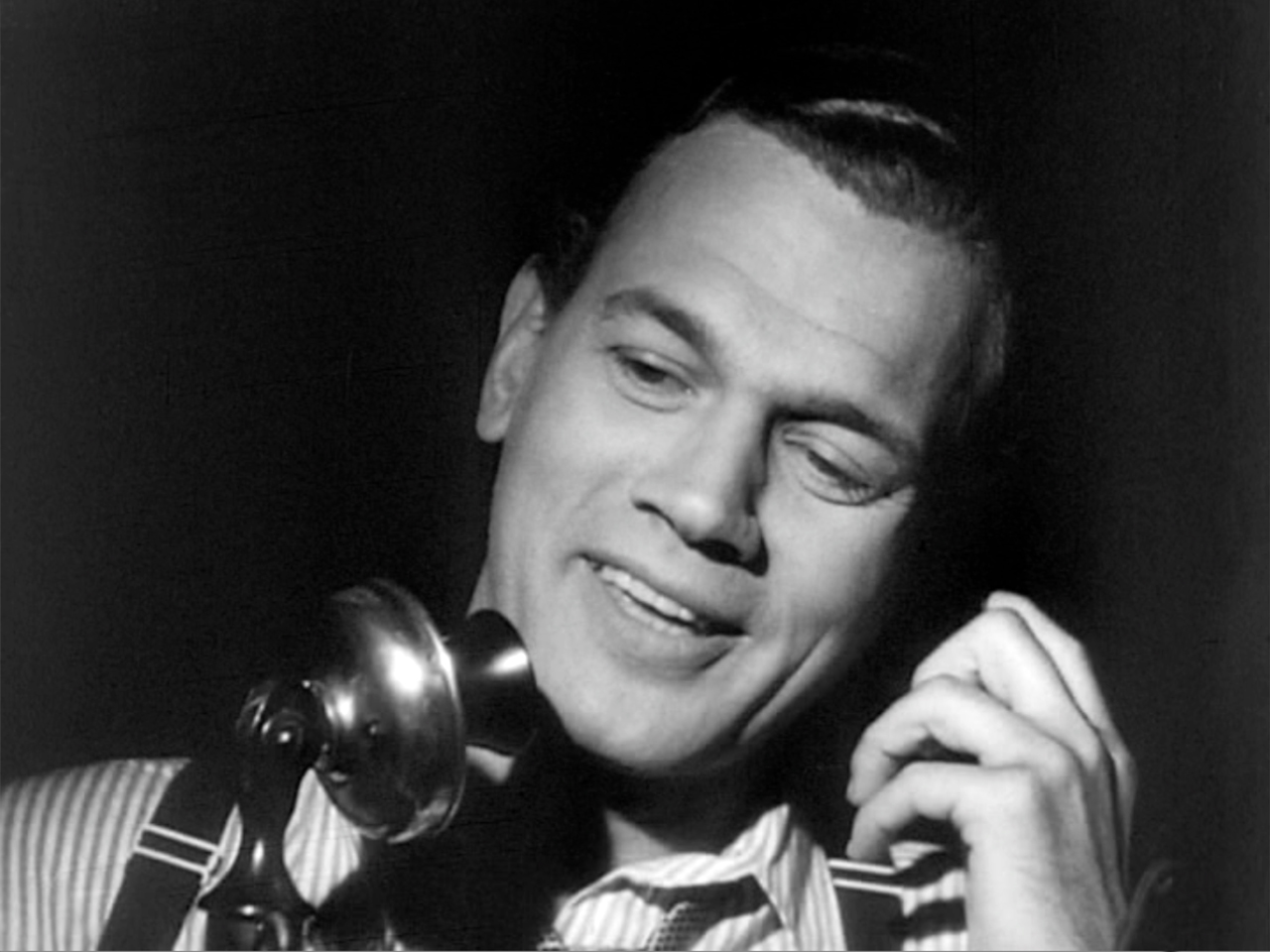
Een close-up uit Citizen Kane.

- Extra long shot: een zeer ruime opname, waar mensen weinig zichtbaar zijn
- Long shot: een ruime opname, mensen volledig zichtbaar en beeldvullend
- Knee shot: (American shot) een persoon gezien vanaf de knie
- Medium shot: Een medium shot kadert het lichaam ter hoogte van het middel.
- Medium close-up: de buste tot aan de schouders of de borstkas
- Close-up: enkel een deel van de persoon is zichtbaar
- Big close-up: een detail

Voorbeelden
- De openingsscène van Matilda gebruikt zeer diverse camerastandpunten en kaders.

## Scherptediepte
Niet alle delen van een beeld hoeven even scherp te zijn. Het 'voldoende' scherpe gebied kan zich vooraan, in het midden of achteraan bevinden, naargelang de klemtoon die de fotograaf of cineast wil leggen. Die kan er ook voor kiezen om alles of niets scherp te maken. In één shot kan het dat het beeld verloopt van scherpt naar onscherpte of omgekeerd. Scherptediepte is het bereik waarin het onscherpte acceptabel is. Als zowel objecten op de voorgrond als in de achtergrond scherp gesteld zijn, spreekt men van een deep-focus, of deep-focusfotografie. Hoe meer een filmbeeld uitvergroot (een 'blow up', naar de gelijknamige film van Michelangelo Antonioni uit 1966) wordt, hoe 'waziger'.

## Camerabeweging
Een statische camera, gebruikt geen bewegingen. Camerabewegingen zijn divers: een zoom, een rijdende camera, een draaiende, een op en neer bewegende camera, of een combinatie van deze.

### Zoom
Strikt genomen is de zoom geen camerabeweging, maar een lensbeweging. Bij het uitzoomen volgt er voor de kijker nieuwe informatie en dat maakt het beeld psychologisch interessanter. Men weet als het ware niet wat komen zal. Bij het inzoomen beklemtoont de cineast iets, hij onderscheidt hoofd- en bijzaak.

### Rijdende camera
Een rijdende camera (ook tracking genoemd) kan vooruit (inrijden) of achteruit (uitrijden). De camera is hiertoe gemonteerd op een dolly. Pannen (Engels: panning) betekent dat de camera horizontaal van links naar rechts beweegt om te tonen hoe wijd een landschap is, of om een totaalbeeld te geven. Beweegt de cameraman van links naar rechts, dan hoeft die niet meer van rechts naar links te pannen. Dat werkt vervelend, tenzij er nieuwe beeldelementen opduiken. 
De rijdende camera op rails, die bij sportopnames langs de baan wordt gebruikt, was een technische innovatie van Leni Riefenstahl, en die voor het eerst werd gebruikt bij de opnamen voor haar film Olympia (1936).
Voorbeelden:
- De uitrijdende camera, in de openingsscène van A Clockwork Orange zorgt voor beeldvernieuwing.
- De zijdelings bewegende camera, in The Cook, the Thief, His Wife and Her Lover van Peter Greenaway.

### Vertigoshot
Er is een verschil tussen inrijden en inzoomen. Een rijder is een verplaatsing van de camera, waardoor het perspectief verandert, niet de hoek. Bij de zoom verandert de beeldhoek, niet het perspectief. Daarom heeft een rijder het effect van de verplaatsing van de kijker in de film. De zoom doet dat niet. Die drukt de toenemende concentratie uit. Een vertigoshot combineert de rijer en de zoom met als resultaat een duizelingwekkend effect dat op je evenwicht werkt. De techniek is genoemd naar de film Vertigo uit 1958 van Hitchcock. Hierbij rijdt de dolly naar achteren, terwijl de lens van de camera met eenzelfde snelheid inzoomt. Het gefilmde object blijft voor de toeschouwer even groot maar de achtergrond verandert. Het tegenovergestelde wordt bereikt met de dolly naar voren rijden en synchroon uitzoomen.
Voorbeelden
- Diverse films gebruiken sinds Hitchcock een vertigoshot.

### Tilt
Tilten (van het Engels tilting) is een camerabeweging van onder naar boven bewegen, of omgekeerd. De tilt wordt gebruikt om te tonen hoe groot een gebouw is, of om de kijker in spanning te laten, door bijvoorbeeld iemand te filmen vanaf de voeten naar boven toe. Een tilt is niet hetzelfde als een craneshot.

### Craneshot

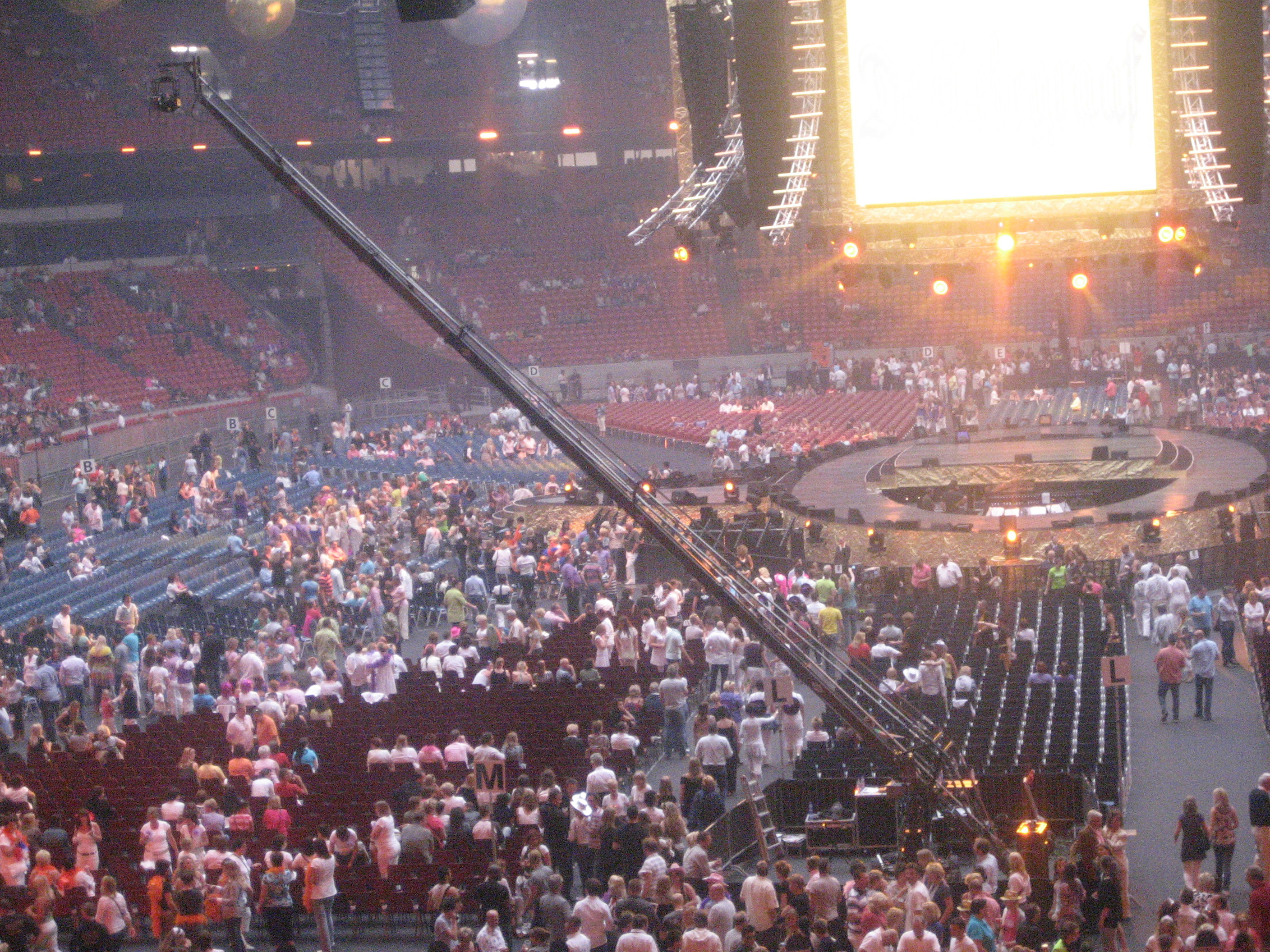
Craneshot

Bij een craneshot stijgt (of daalt) een camera hoog boven het onderwerp uit om een overzicht te krijgen.
Bekende craneshots:
- Orson Welles gebruikt een craneshot in de openingsscène van Touch of Evil uit 1958.
- De western High Noon uit 1952.
- Jean-Luc Godard, in Sympathy for the Devil.
- De slotscène van Richard Attenboroughs Oh! What a Lovely War uit 1968 begint bij één oorlogsgraf en eindigt met een kerkhof en toont gelijkenissen met de slotscène van The Good, the Bad and the Ugly uit 1966.

### Steadicam
Bij beweeglijke scènes in film en sport gebruikt de cameraman soms een steadicam. Deze staat niet op wielen maar hangt aan de cameraman. Met een steadicam waant de kijker zich in de actie. Dit wordt een 'subjectieve cameravoering' genoemd. Het begrip staat tegenover een 'objectieve camera' die afstandelijk registreert. Een subjectieve camera is ook mogelijk met een gewone camera, door de contouren van een sleutelgat of een verrekijker voor de lens te plaatsen of door een stuk muur in beeld te brengen. De toeschouwer wordt zo een voyeur. De steadicam werd het eerst gebruikt in de biografische film Bound for Glory over Woody Guthrie uit 1976. De techniek werd bij het brede publiek bekend dankzij Rocky en Marathon Man beide eveneens uit 1976. Martin Scorsese en Stanley Kubrick gebruiken de steadicam in 1980, respectievelijk in Raging Bull en The Shining. Voor de komst van de steadicam experimenteerde Martin Scorsese in Mean Streets (1973, cameraman: Kent Wakeford) echter al met deze filmtechniek.
Voorbeelden van een subjectieve camera
- In C'est arrivé près de chez vous zijn diverse scènes erg subjectief: een cameraploeg trekt mee met een moordenaar en wordt na verloop van tijd betrokken partij.
- De openingsscène van Saving Private Ryan laat je deelnemen aan de landing in Normandië.

## Nabewerking
Na of tijdens de opnames zijn de filmbeelden te manipuleren met de instellingen zoals sepia, zwart-wit, ... Om het journaal, na de dood van Citizen Kane, er oud en korrelig te laten uitzien, behandelde editor Robert Wise (later regisseur van The Sound of Music) de filmband: hij sleepte die over een stenen vloer en haalde ze door een doek vol zand.